# Mykola Asarow

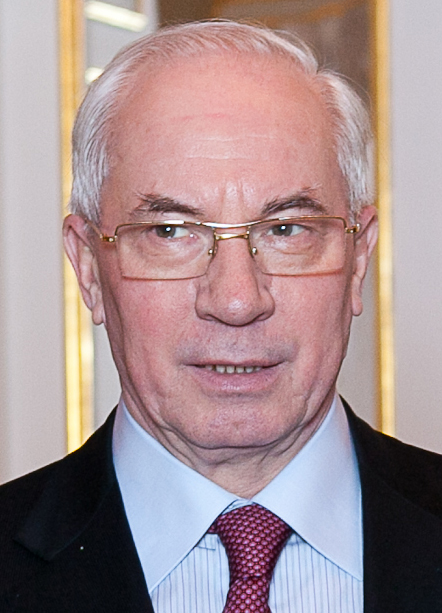
Mykola Asarow (2012)

Mykola Janowytsch Asarow (geborener Pachlo, ukrainisch Микола Янович Азаров, russisch Николай Янович Азаров; * 17. Dezember 1947 in Kaluga, Sowjetunion) ist ein ehemaliger ukrainischer Politiker. Vom 11. März 2010 bis zum 28. Januar 2014 war er Ministerpräsident der Ukraine. Er gehörte der Partei der Regionen an, aus der er im März 2014 ausgeschlossen wurde. Asarow galt als enger Vertrauter des damaligen ukrainischen Präsidenten Wiktor Janukowytsch.
Seit dem 23. Februar 2014 lebt Asarow in Russland. Am 29. März 2014 wurde er von der Partei der Regionen, deren Vorsitzender er seit 2010 war, ausgeschlossen.

## Leben
Mykola Asarow wurde als Nikolai Pachlo im zentralrussischen Kaluga geboren. Später übernahm er von seiner Frau Ljudmila Nikolajewna Asarowa den Familiennamen. Der Vater von Mykola Asarow, Jaan Pachlo (1924–1989), ist estnischer Abstammung. Seine Mutter Jekaterina Pawlowna Kwasnikowa (1927–2019) ist Russin.
Asarow studierte Geologie und Geophysik an der Lomonossow-Universität in Moskau und erlangte 1971 einen Universitätsabschluss. Anschließend arbeitete er als Abteilungschef und Chefingenieur in einem Kohlebergwerk in Tula (Kombinat Tulaugol) und ab 1976 in der Forschung in einem Bergbauinstitut bei Moskau. 1984 zog er in die Ukraine, wo er als stellvertretender Direktor und später als Direktor eines Geologie- und Bergbauinstituts in Donezk arbeitete.
1986 erlangte Asarow den Doktortitel für Geologie und Mineralogie und 1991 den Professorentitel. 1997 wurde er Mitglied der Ukrainischen Akademie der Wissenschaften. Anfang der 1990er Jahre begann Asarow seine politische Laufbahn. Ab 1993 war er führendes Mitglied der Partei der Arbeit (Partija Prazi), die sich später in Partei der Regionalen Wiedergeburt (Partija Regionalnoho Widrodschennja) und 2001 in Partei der Regionen (Partija Rehioniw) umbenannte. 1994 wurde Asarow in die Werchowna Rada, das ukrainische Parlament, gewählt. Von September 1995 bis Oktober 1997 war er hier Vorsitzender des Haushaltsausschusses. Seit 1. Oktober 1997 war Asarow Direktor der obersten Finanzbehörde. Von März bis Dezember 2001 war er Vorsitzender der Partija Regioniw. Um der Kritik an dieser Ämterhäufung und Interessenkonflikten zuvorzukommen, gab er den Posten als Parteichef an Wiktor Janukowytsch ab und war seitdem die Nummer Zwei in der Partei der Regionen und seit dem 19. April 2003 Vorsitzender von deren Führungsgremium (der so genannten Politrada).
Am 26. November 2002 wurde Asarow erster stellvertretender Ministerpräsident und Finanzminister in der Regierung Janukowytsch. Vom 7. bis zum 28. Dezember 2004 führte er kommissarisch die Amtsgeschäfte des Ministerpräsidenten, da Staatspräsident Leonid Kutschma den Regierungschef in Zusammenhang mit der Wahlkrise suspendiert hatte. Nach deren Beilegung wollte Janukowytsch seine Amtsgeschäfte wieder aufnehmen, war jedoch durch die Umstände gezwungen, am 30. Dezember 2004 seinen Rücktritt einzureichen. Das Kabinett wurde offiziell am 5. Januar 2005 entlassen und Asarow wurde wiederum als kommissarischer Regierungschef eingesetzt. Nach der Amtseinsetzung von Wiktor Juschtschenko als Staatspräsident wurde Asarow am 24. Januar 2005 durch Julija Tymoschenko abgelöst.
Vom 4. August 2006 bis zum 18. Dezember 2007 war Asarow erneut erster stellvertretender Ministerpräsident und Finanzminister in der zweiten Regierung Janukowytsch.
Nach dem Wahlsieg von Janukowytsch bei den Präsidentschaftswahlen im Februar 2010 wurde Asarow erneut Vorsitzender der Partei der Regionen. Am 11. März 2010 wurde Asarow zum ukrainischen Ministerpräsidenten gewählt. Er stand einer Koalition unter Führung der Partei der Regionen vor, die nach der Abwahl von Ministerpräsidentin Tymoschenko durch das Parlament gebildet wurde.
2011 wurde er in den orthodoxen Orden der Byzantinischen Ritter vom Heiligen Grab aufgenommen.
Anfang Dezember 2012, fünf Wochen nach der Parlamentswahl, trat Asarow zunächst als Ministerpräsident zurück. Verfassungsgemäß hatte dies auch den Rücktritt des gesamten Kabinetts zur Folge. Asarow begründete seinen Rücktritt damit, dass er bei der Parlamentswahl für die Partei der Regionen ein Abgeordnetenmandat gewonnen habe. Auch weitere zurückgetretene Kabinettsmitglieder hatten Mandate errungen. Einige Beobachter machten Asarows schrumpfenden Einfluss sowie seine bevorstehende Pensionierung für diesen Schritt verantwortlich. Bereits am 9. Dezember 2012 nominierte Präsident Janukowytsch Asarow aber erneut für das Amt des Ministerpräsidenten. Am 13. Dezember 2012 stimmte das ukrainische Parlament (255 von 450 Abgeordneten) der erneuten Ernennung von Asarow zum Regierungschef zu. Im Vorfeld der Abstimmung war es zu tumultartigen Debatten mit zwei Massenschlägereien zwischen Abgeordneten der Opposition und der regierenden Partei der Regionen gekommen.
Am 28. Januar 2014 trat Asarow als Ministerpräsident zurück, um angesichts der im Lande herrschenden Konfliktsituation „zusätzliche Möglichkeiten für einen gesellschaftlich-politischen Kompromiss“ und für „die friedliche Beilegung des Konflikts“ zu schaffen. Nach seinem Rücktritt begab sich Asarow kurzzeitig nach Wien. Seit 23. Februar 2014 soll sich Asarow in Russland aufhalten.
Am 6. März 2014 hat der Rat der Europäischen Union in Brüssel mit der Verordnung 208/2014 restriktive Maßnahmen gegen Mykola Asarow verhängt. Begründet wurde dies mit der strafrechtlichen Verfolgung von Asarow zur Untersuchung von Straftaten im Zusammenhang mit der Veruntreuung öffentlicher Gelder der Ukraine und mit dem Vorwurf des illegalen Transfers dieser Gelder in das Ausland. Auch sein Sohn Oleksij Mykolajowytsch Asarow fällt unter diese Maßnahmen. Der Europäische Gerichtshof erklärte Ende 2020 die gegen Asarow verhängte Sanktionen für nichtig, jedoch blieb Asarow auf der Liste der Specially Designated Nationals and Blocked Persons der USA.
Am 29. März 2014 beschloss die Partei der Regionen auf einem Parteitag den Ausschluss von Mykola Asarow.
Im März 2015 gab er zum ersten Mal einer westlichen Zeitung ein Interview, in dem er erklärte, dass er einen Koordinierungsrat aus Oppositionspolitikern bilden wolle und dass das Assoziierungsabkommen mit der EU nicht unterzeichnet wurde, weil die voraussichtlichen Steigerungen des Außenhandels mit der EU nicht den ukrainischen Erwartungen entsprachen und Finanztransfers in Milliardenhöhe von der EU abgelehnt wurden, von Moskau aber ein Kredit in Höhe von 15 Milliarden US-Dollar gewährt wurde.

## Schriften
- Ukraine. Die Wahrheit über den Staatsstreich. Das Neue Berlin, Berlin 2015, ISBN 978-3-360-01301-9.[16]